# Lepidostoma cinereum
Lepidostoma cinereum är en nattsländeart som först beskrevs av Banks 1899.  Lepidostoma cinereum ingår i släktet Lepidostoma och familjen kantrörsnattsländor. Inga underarter finns listade i Catalogue of Life.